# Xã Locust Grove, Quận Stone, Arkansas
Xã Locust Grove (tiếng Anh: Locust Grove Township) là một xã thuộc quận Stone, tiểu bang Arkansas, Hoa Kỳ. Năm 2010, dân số của xã này là 166 người.